# 刘士龙
劉士龍（6世纪—612年），弘农人，隋朝尚书右丞。
开皇年间，刘士龙为考功侍郎，被称为明晓干练。幽州总管燕荣被告发，隋文帝派考功侍郎刘士龙驰驿鞫问。刘士龙奏燕荣暴虐狠毒，贪污腐败，于是把燕荣征还京师，赐死。大业八年（612年），隋炀帝东征高句丽。命令刑部尚书卫文升、尚书右丞刘士龙安抚辽东百姓，免去辽东百姓徭役十年。在这里设置郡县以进行统治。高句丽派遣大臣乙支文德到隋军军营诈降，于仲文就要把乙支文德抓起来，尚书右丞刘士龙作为慰抚使，他坚决反对抓乙支文德，于仲文只好放乙支文德返回了。乙支文德送给于仲文一首诗：“神策究天文，妙算穷地理。战胜功既高，知足愿云止。”东征失败後，十一月初八，宇文述与于仲文等都被除名为民，刘士龙被斩首以谢罪天下。